# Transfiguration (Le Pérugin, Collegio del Cambio)
Pour les articles homonymes, voir Transfiguration.

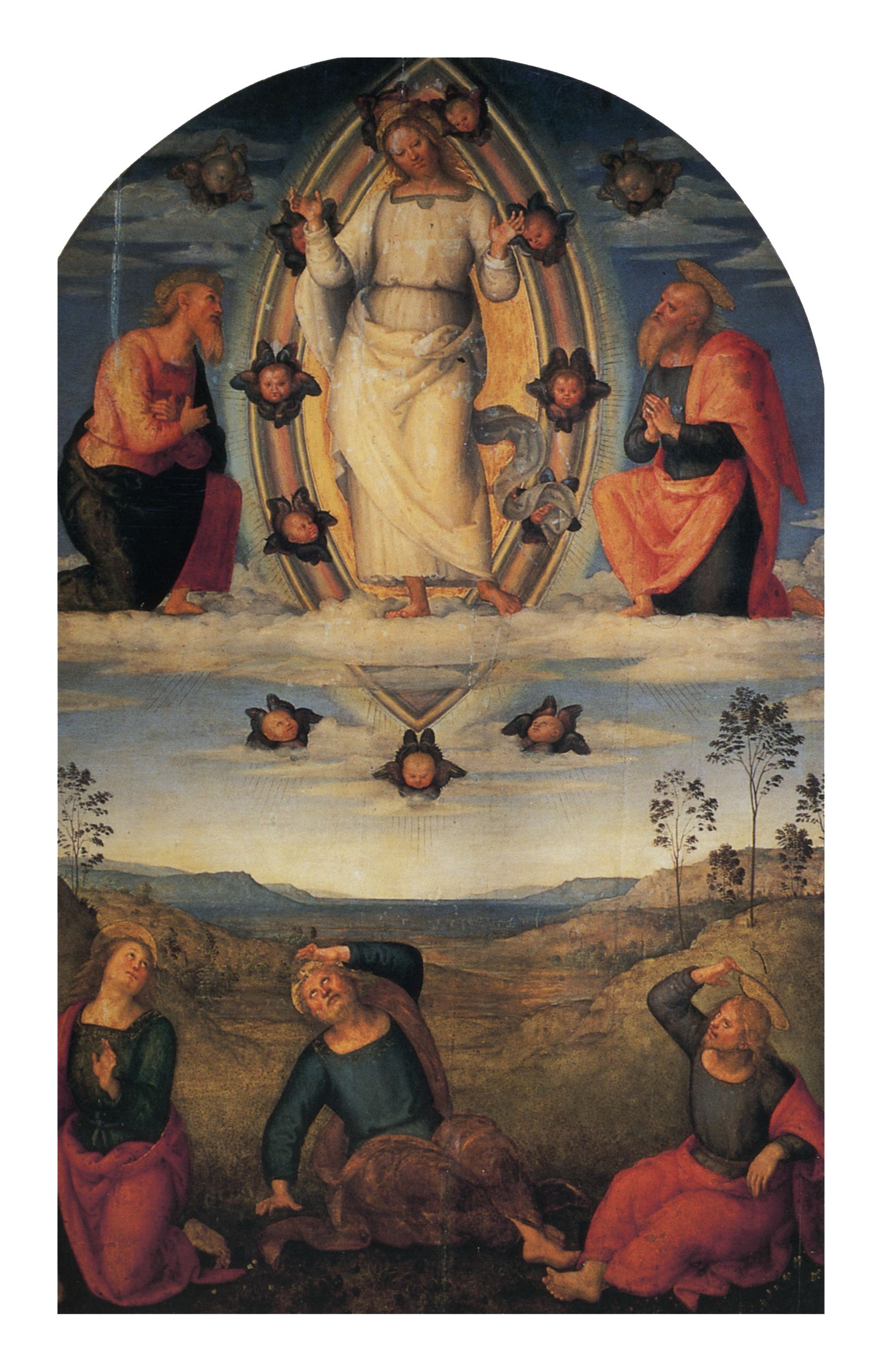
Retable de la Transfiguration (1517), Galerie nationale de l'Ombrie, Pérouse

La Transfiguration du Collegio del Cambio est une peinture religieuse du Pérugin, une fresque (226 × 229 cm) datant de 1497 - 1500, conservé dans la Sala delle Udienze del Collegio del Cambio à Pérouse  (Italie). Cette Transfiguration est située sur le mont Tabor, symbolisait la vertu de la Foi.

## Histoire
L'Arte del Cambio avait reçu l'autorisation de s'établir dans des locaux à l'extrémité du palazzo dei Priori à partir 1452. Jusqu'en 1457 eurent lieu les travaux d'architecture et de fonctionnalité des pièces.
En 1496 fut prise la décision de faire décorer par Le Pérugin la Sala delle Udienze, endroit où avaient lieu les réunions et centre des activités commerciales de la corporation.
Le choix du Pérugin était motivé par le fait que l'artiste était à ce moment-là parmi les plus demandés d'Italie, responsable d'un atelier à Florence et d'un autre à Pérouse et présent en ville quand il réalisa le polyptyque de saint Pierre.
Le contrat fut signé le 26 janvier 1496, Le Pérugin travailla surtout en 1498 et termina le cycle en 1500.

## Thème
L'œuvre reprend la représentation récurrente dans l'iconographie chrétienne de la Transfiguration du Christ, un épisode de la vie de Jésus-Christ relaté par les évangiles et la fête religieuse qui le commémore le 6 août. Il s'agit d'un changement d'apparence corporelle de Jésus pendant quelques instants de sa vie terrestre, pour révéler sa nature divine à trois disciples les apôtres Jean, Pierre et Jacques.

## Description
Le retable à haut cintré (centinata) représente la Transfiguration du Christ, selon le schéma classique du Pérugin, sur deux registres légèrement séparés par trois nuages :
- Le registre supérieur, céleste, avec le Christ dans une mandorle dorée ; le Christ est représenté debout sur un nuage, les bras écartés et les mains ouvertes dirigées vers le haut, en léger contrapposto, paré de son habit blanc ; la tête légèrement inclinée vers la gauche, son regard méditatif est dirigé vers le bas ; à ses côtés sont placés symétriquement les prophètes Moïse et Élie agenouillés chacun sur un nuage  ; Sous le nuage du Christ, le bas de la mandorle semble faire le lien entre les deux régistres.

Aux extrémités de la mandorle figurent les inscriptions : HIC EST FILIVS MEVS DILECTVS et DOMINE BONVM EST NOS HIC ESSET.
- Le registre inférieur, terrestre, comporte les trois apôtres Jean, Pierre et Jacques de Zébédée, apparaissant modérément surpris par la révélation de la nature divine de Jésus. En arrière-plan le paysage austère comporte le mont Tabor, qui se fond dans un ciel clair, rendant l'espace ample et profond (perspective atmosphérique). Tous les personnages sont auréolés d'un disque doré elliptique.

Dans le visage de saint Jacques, certains critiques d'art voient la main du jeune Raphaël, par les couleurs et sa manière particulière de délimiter les parties entre lumière et ombre.

## Analyse

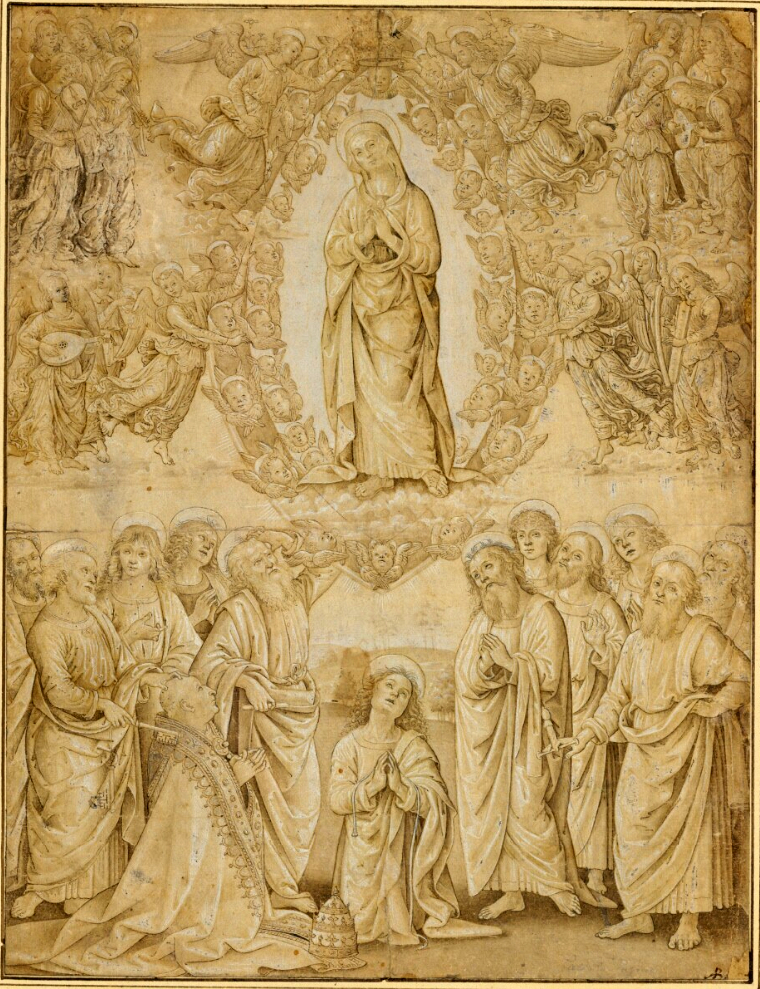
Assomption (perdue) de la Chapelle Sixtine, dessin du Pinturicchio.

Le Pérugin fait largement appel à des dessins de son répertoire réadaptés pour l'occasion. 
La composition sur deux registres avec la mandorle est issue de l'Assomption de la Chapelle Sixtine (perdue) reproduite à de nombreuses occasions dans les retables. La division en deux parties est ici faiblement marquée par les trois nuages qui ne sont pas situés sur un même niveau : Celui du Christ étant plus bas que ceux des apôtres évitant une trop forte rigidité géométrique. 
Les œuvres de cette époque se distinguent par leur simplicité, les poses sont mesurées et agréables, marquées par les rythmes et les symétries avec de légères variations comme les poses complémentaires des deux prophètes.
Un autre exemple plus complexe est le Retable de la Transfiguration (1517), conservé à la Galerie nationale de l'Ombrie à Pérouse